# Tonite Lets All Make Love in London
Tonite Lets All Make Love in London es una banda sonora publicada en 1968 para la película semidocumental de 1967 realizada por Peter Whitehead sobre la escena "swing" londinense de los años 1960. La película consiste en una serie de presentaciones musicales y entrevistas, además de presentar una actuación en vivo de Pink Floyd junto con imágenes de John Lennon, Yoko Ono, Mick Jagger, Vanessa Redgrave, Lee Marvin, Julie Christie, Allen Ginsberg, Eric Burdon, Michael Caine y otras personalidades que asisten a uno de los conciertos de la banda.
En 1990 la discográfica See for Miles lanzó una versión ampliada de la banda sonora en disco compacto con el título Tonite Let's All Make Love in London ...Plus. El álbum incluía la mayoría de los temas de la versión original. Las canciones "Have You Seen Your Mother, Baby" y "Lady Jane" de los Rolling Stones son interpretadas en la película pero no aparecen en ninguna de las versiones del álbum. "Interstellar Overdrive", canción que originalmente fue incluida en una versión de cerca de tres minutos, fue reemplazada por una versión de casi 17 minutos en la versión plus. Otro largo e inédito tema instrumental de Pink Floyd, "Nick's Boogie", también se incluyó en este lanzamiento, junto con las entrevistas que aparecen en la película.

## Lista de canciones

### Tonite Lets All Make Love in London(1968) (Instant Records)

#### Lado A
1. Pink Floyd – "Interstellar Overdrive" (Barrett/Mason/Waters/Wright) – 3:02
2. Marquess of Kensington – "Changing of the Guard" (Leander/Mills) – 3:06
3. Twice as Much – "Night Time Girl" (Skinner/Rose) – 3:00
4. Chris Farlowe – "Out of Time" (Jagger/Richards) – 3:36

#### Lado B
1. Pink Floyd – "Interstellar Overdrive" (Reprise) (Barrett) – 0:33
2. Vashti – "Winter Is Blue" (Bunyan/Skinner) – 3:21
3. Chris Farlowe – "Paint It, Black" (Jagger/Richards) – 3:35
4. The Small Faces – "Here Come the Nice" (Marriott/Lane) – 3:10
5. Pink Floyd – "Interstellar Overdrive" (Reprise) (Barrett) – 0:54

### Tonite Let's All Make Love in London...Plus(1990) (See for Miles Records)
1. Pink Floyd – "Interstellar Overdrive" (Full Length Version) (Barrett/Mason/Waters/Wright) – 16:49
2. "Michael Caine" interview – 0:09
3. Marquis of Kensington – "Changing of the Guard" (Leander/Mills) – 2:52
4. Twice as Much – "Night Time Girl" (Skinner/Rose) – 2:41
5. "Interview: 'Dolly Bird'" – 0:52
6. Chris Farlowe – "Out of Time" (Jagger/Richard) – 3:04
7. "Interview: Edna O'Brien" – 2:23
8. Pink Floyd – "Interstellar Overdrive" (reprise) (Barrett) – 0:33
9. "Andrew Loog Oldham" interview – 0:22
10. Vashti – "Winter Is Blue" (Bunyan/Skinner) – 1:27
11. "Interview: Andrew Loog Oldham" – 1:22
12. Vashti – "Winter Is Blue" (Reprise) (Bunyan/Skinner) – 1:23
13. "Interview: Mick Jagger" – 3:15
14. "Interview: Julie Christie" – 0:46
15. "Interview: Michael Caine" – 1:29
16. Chris Farlowe – "Paint It, Black" (Jagger/Richard) – 3:28
17. "Interview: Alan Aldridge" – 0:46
18. Chris Farlowe – "Paint It, Black (Instrumental Reprise)" (Jagger/Richard) – 0:13
19. "David Hockney" interview – 0:09
20. The Small Faces – "Here Comes the Nice" (Marriott/Lane) – 3:00
21. "Lee Marvin" interview – 0:46
22. Pink Floyd – "Interstellar Overdrive" (Reprise 2) (Barrett) – 0:54
23. Allen Ginsberg – "Tonite Let's All Make Love in London" (Ginsberg) – 1:09
24. Pink Floyd – "Nick's Boogie" (Mason) – 11:50

### Tonite Let's All Make Love in London(1991) (Immediate Sound)
1. Pink Floyd – "Interstellar Overdrive" (Barrett/Mason/Waters/Wright) – 3:09
2. Michael Caine Interview – 0:09
3. Marquess of Kensington – "Changing of the Guard" (Leander/Mills) – 2:53
4. Twice as Much – "Night Time Girl" (Skinner/Rose) – 2:41
5. "Dolly Bird" Interview – 0:52
6. Chris Farlowe – "Out of Time" (Jagger/Richard) – 3:05
7. Edna O'Brien Interview – 2:23
8. Pink Floyd – "Interstellar Overdrive" (Reprise) (Barrett) – 0:34
9. Andrew Loog Oldham Interview – 0:22
10. Vashti Bunyan – "Winter Is Blue" (Bunyan/Skinner) – 1:28
11. Andrew Loog Oldham Interview – 1:22
12. Vashti Bunyan – "Winter Is Blue" (Bunyan/Skinner) – 1:24
13. Eric Burdon and The Animals – "When I Was Young" (Briggs/Burdon/Jenkins/McQuilock/Weider) – 2:58
14. Mick Jagger Interview – 3:15
15. Julie Christie Interview – 0:46
16. Michael Caine Interview – 1:30
17. Chris Farlowe – "Paint It, Black" (Jagger/Richard) – 3:29
18. Alan Aldridge Interview – 0:46
19. Chris Farlowe – "Paint It, Black" (Instrumental Reprise) (Jagger/Richard) – 0:13
20. David Hockney Interview – 0:09
21. Small Faces – "Here Comes the Nice" (Marriott/Lane) – 3:01
22. Lee Marvin Interview – 0:45
23. Pink Floyd – "Interstellar Overdrive (Reprise)" (Barrett) – 0:55
24. Allen Ginsberg – "Tonite Let's All Make Love in London" (Ginsberg) – 1:08